# Tribolonotus annectens
Tribolonotus annectens — вид сцинкоподібних ящірок родини сцинкових (Scincidae). Ендемік Папуа Нової Гвінеї.

## Поширення і екологія
Tribolonotus annectens мешкають на півночі і заході Нової Британії, а також на острові Умбой в архіпелазі Бісмарка. Вони живуть у перевинних вологих гірських тропічних лісах. На горі Сіневіт зустрічаються на висоті до 1200 м над рівнем моря.